# Harzrundfahrt 1964
Die Harzrundfahrt 1964 war die 36. (nach Zählung des Deutschen Radsport-Verbandes der DDR die 25.) Austragung der traditionsreichen Harzrundfahrt. Das Eintagesrennen fand am 2. August statt. Die Strecke war 165,5 Kilometer lang. Sieger wurde Lothar Lingner.

## Rennverlauf
Start und Ziel des Straßenrennens war Magdeburg. 90 Radrennfahrer der Leistungsklassen I und II des DDR-Radsports und der Betriebssportgemeinschaften (BSG) waren am Start. Dazu kamen Auswahlmannschaften aus Bulgarien, Rumänien, Schweden und der Tschechoslowakei. Das Rennen war von extremen Wetterbedingungen wie Sturmböen und Kälte begleitet. Es gab viele Aufgaben. Das Feld zersplitterte in viele kleine Gruppen und die Spitze wechselte häufig. Nach 120 Kilometern fiel eine Vorentscheidung nach einem Ausreißversuch von Karl-Heinz Krause, neun Fahrer folgten ihm. In der Schlussphase dominierten die Fahrer des SC DHfK Leipzig mit vier Fahrern die Kopfgruppe. Das Ziel befand sich auf der Aschenbahn des Stadions der BSG Traktor Magdeburg. In der Stadioneinfahrt trat Lingner an und gewann vier Radlängen, die er bis zum Zielstrich verteidigte.
Bester ausländischer Fahrer wurde Iwan Bobekow auf dem 11. Rang, Ladislav Heller wurde 13. Die Gäste aus Rumänien und Schweden beendeten das Rennen nicht.

## Ergebnis
| Platz | Fahrer            | Verein               | Zeit (h) |
| ----- | ----------------- | -------------------- | -------- |
| 01.   | Lothar Lingner    | ASK Vorwärts Leipzig | 4:16:25  |
| 02.   | Rainer Marks      | SC DHfK Leipzig      | gl. Zeit |
| 03.   | Lothar Höhne      | ASK Vorwärts Leipzig | gl. Zeit |
| 04.   | Günter Hoffmann   | ASK Vorwärts Leipzig | gl. Zeit |
| 05.   | Karl-Heinz Krause | SC DHfK Leipzig      | gl. Zeit |
| 06.   | Harald Dippold    | SC DHfK Leipzig      | gl. Zeit |